# Janczuki (obwód witebski)
Janczuki (biał. Янчукі; ros. Янчуки) – wieś na Białorusi, w obwodzie witebskim, w rejonie postawskim, 12 km na północ od Wołkołaty. Wchodzi w skład sielsowietu Wołki.

## Historia
W czasach zaborów w gminie Wołkołata, w powiecie wilejskim, w guberni wileńskiej Imperium Rosyjskiego.
W dwudziestoleciu międzywojennym wieś leżała w Polsce, w województwie wileńskim, w powiecie duniłowickim, od 1926 w powiecie postawskim, w gminie Wołkołata.
Według Powszechnego Spisu Ludności z 1921 roku zamieszkiwało tu 88 osób, wszystkie były wyznania rzymskokatolickiego i zadeklarowały polską przynależność narodową. Było tu 18 budynków mieszkalnych. W 1931 w 22 domach zamieszkiwało 95 osób.
Wierni należeli do parafii rzymskokatolickiej w Wołkołacie. Miejscowość podlegała pod Sąd Grodzki w Duniłowiczach i Okręgowy w Wilnie; właściwy urząd pocztowy mieścił się w Wołkołacie.
W 1938 roku miejscowość należała do gromady Pleszkuny gminy Wołkołata.
Po agresji ZSRR na Polskę w 1939 roku wieś znalazła się w granicach BSRR. W latach 1941–1944 była pod okupacją niemiecką. Od 1945 leżała w BSRR. Od 1991 roku w Republice Białorusi.
Do 20 maja 1960 r. wieś leżała w sielsowiecie Struki.
W Janczukach znajduje się kaplica filialna parafii w Wołkołacie, pw. Matki Bożej Ostrobramskiej przerobiona w 1994 r. z domu mieszkalnego.